# Pokémon Stadium
Pokémon Stadium, conocido en Japón como Pokémon Stadium 2 (ポケモンスタジアム2 Pokemon Sutajiamu Tsū?), es un videojuego de Pokémon lanzado en abril de 2000 para Nintendo 64 en el que se pueden librar combates Pokémon en 3D, transferidos o no desde los juegos Pokémon Rojo y Azul y Pokémon Amarillo, con multitud de modos de juego. Existen dos versiones sin licencia del juego, como un juego raramente pobre para la Sega Mega Drive con muy pocos Pokémon para jugar que comparte música del juego Pocket Monsters 2, también para la Mega Drive.
La característica más llamativa de Pokémon Stadium es la posibilidad de importar tus equipos Pokémon desde los cartuchos de Pokémon Rojo y Azul y Pokémon Amarillo de Game Boy (utilizando el Transfer Pak) para usarlos en Pokémon Stadium como Pokémon de batalla.
Posteriormente, el 19 de octubre de 2001, saldría a la venta la secuela de Pokémon Stadium, siendo ésta Pokémon Stadium 2. En esta secuela, además de poder importar los equipos Pokémon desde los cartuchos de Rojo, Azul y Amarillo, también se pueden importar desde Pokémon Oro, Plata y Cristal.

## Modos de juego

### Pokémon Stadium
Este es el modo principal del juego, en el cual existen diversos submodos en los que poder jugar. Es donde se desarrolla prácticamente todo el juego. Cabe mencionar que si un Pokémon del cartucho de Gameboy posee un nombre, sus colores serán distintos a los normales.

#### Estadio
Aquí se debe participar en diferentes torneos en los que se deberá ganar ocho batallas. Son en total cuatro copas. Dos de ellas se componen de cuatro niveles: Poké Ball, Súperball, Ultraball y Masterball.
- Poké Copa: el campeonato oficial de la liga Pokémon, torneo con Pokémon de nv 50-55. Mew y Mewtwo no pueden entrar. Está compuesta de cuatro niveles.
- Pika Copa: en este torneo se permiten Pokémon de nv. 15-20.
- Mini Copa: aquí sólo hay Pokémon de primer nivel entre los niveles 25-30. No se permiten Pokémon evolucionados ni enormes, ni ningún legendario.
- Súper Copa: Todos los Pokémon pueden entrar y no hay restricciones de nivel, Pokémon de nv. 100 y se compone de cuatro niveles.

#### Castillo del Gim. Líder
Aquí se enfrenta a los líderes de gimnasio de los juegos Pokémon Rojo, Azul y Amarillo cada uno acompañado de tres entrenadores de protección que debes vencer primero. Luego siguen los enfrentamientos con la Elite Four/Alto Mando y finalmente con el rival (Gary Oak).

##### Líderes de Gimnasio
- Brock (se especializa en tipo Roca)
- Misty (se especializa en tipo Agua)
- Lt. Surge (se especializa en tipo Eléctrico)
- Erika (se especializa en tipo Planta)
- Koga (se especializa en tipo Veneno)
- Sabrina (se especializa en tipo Psíquico)
- Blaine (se especializa en tipo Fuego)
- Giovanni (se especializa en tipo Tierra)

##### Alto Mando
Son los cuatro entrenadores más poderosos que debes vencer uno por uno. Son:
- Lorelei (se especializa en tipo Hielo/Agua)
- Bruno (se especializa en tipo Lucha/Roca)
- Agatha (se especializa en tipo Fantasma/Veneno)
- Lance (Líder) (se especializa en tipo Dragón/Volador)
- Rival: después de vencer al Alto Mando se te permitirá pelear con el rival. No tiene especialización, así que el jugador deberá arreglárselas. Al ganarle, el jugador recibe un Pokémon para el juego de Game Boy.

##### Pokémon de Premio
Al vencer al Rival en el Castillo del Gim. Líder, el juego obsequiará al azar uno de los siguientes Pokémon: Bulbasaur (nv.5), Charmander (nv.5), Squirtle (nv.5), Hitmonlee (nv.20), Hitmonchan (nv.20), Eevee (nv.25), Omanyte (nv.20) o Kabuto (nv.20), que estarán en el Laboratorio del Prof. Oak. Cuando el Palacio Victoria está completo, se obtendrá además un Psyduck (nv.20) con el ataque Amnesia. Como dato, cada uno de estos Pokémon tiene equipado el objeto "Caja Misteriosa". Si es que son transferidos a Pokémon Stadium 2, Pokémon Oro, Plata o Pokémon Cristal, es posible usar este objeto.

#### Vs.Mewtwo
Este modo sólo aparece una vez pasadas todas las copas del Stadium y haber completado el Castillo del Gim. Líder. Entonces aparecerá Mewtwo volando por el cielo y todo se oscurecerá. Aquí el jugador se enfrentará al último reto del juego, que es Mewtwo. A pesar de ser sólo un Pokémon puede sin muchos problemas vencer a un equipo de 6, por lo que el jugador pone a prueba sus habilidades de combate y estrategia en esta batalla. Una vez que Mewtwo es vencido, aparecerán los créditos, la pantalla de inicio cambiará y será posible acceder al Round-2, donde las batallas en el Estadio y el Castillo de Líder de Gimnasio se hacen más difíciles. Cuando se complete aparecerá Mewtwo en R-2 y el jugador deberá enfrentarse a él para completar el juego.

#### Batalla Libre
Este modo no es un reto. Más bien, es para jugar con amigos y/o entrenar con la computadora. Aquí se eligen parejas, las reglas (que pueden ser libres 6 vs 6 en nv 50, o de las copas) y cada uno elige 6 Pokémon de los 149 (pueden variar según las reglas) o de cartuchos. Mewtwo sólo se puede elegir desde un cartucho de Game Boy y Mew al elegir las reglas de la Súper Copa en R-2. Cuando todo esté listo se elige el orden de los Pokémon (si es un equipo de dos personas cada uno elegirá tres, y quien controle depende de quién eligió el Pokémon que lucha). Al terminar la batalla se elige:
- Volver a luchar
- Cambiar equipo
- Volver al menú principal

#### Torre GB
Insertando en el Transfer Pak (incluido al comprar nuevo el juego) en un control, y a su vez en el Transfer Pak colocar Pokémon Red, Pokémon Blue o Pokémon Yellow (juegos para la consola portátil Game Boy), que es posible jugar con ellos en la Torre Game Boy. Cabe destacar que cuando ganas el Castillo del Gim. Líder o las copas del Estadio, el jugador recibe la Torre GB Doduo, que permite jugar al doble de velocidad, y al ganar ambos, la Torre GB Dodrio, para jugar al triple de rápido. Sobre el tema de los cartuchos de Game Boy, es también mencionable la siguiente sección del juego.

#### Laboratorio del Prof. Oak
Se necesita obligatoriamente un cartucho de Game Boy para entrar a este modo. Es básicamente una versión más grande de tu PC y PC de Bill del cartucho de Game Boy, pero con algunas diferencias. Es mucho más grata de manejar y organizada que la del GB por la cantidad de botones y opciones. Por ejemplo, el apartado "Ver Lista" permite dar un vistazo rápido a todos los Pokémon que han sido capturados o si lo estuvieron y ya no, sus estadísticas, niveles, etc., y darles objetos como vitaminas o MTs (previa obtención en el juego). Sobre esta sección, otra opción destacable es el Pokédex, mucho más completo que el del Game Boy: no sólo informa dónde se encuentra un Pokémon, sino también los niveles posibles y el grado de dificultad de encontrarlo. Además, cuenta con la opción de guardar Pokémon del cartucho de Game Boy en el cartucho de Nintendo 64 en caso de que las cajas del cartucho portátil se llenen.

#### Palacio Victoria
No es en realidad un modo de juego, sólo se ven los Pokémon con los que se ha terminado la Mini Copa, Pika Copa, Master Ball de Poké Copa y Master Ball de Súper Copa; o el Castillo del Gim. Líder sobre altares y al pulsar A sobre ellos aparece en lo que ganó y sus datos. Si el Pokémon ganador es del juego de Gameboy, las letras con las que se muestran son doradas. Una vez que se completen los 150, aparecerá una ventana mostrando un ícono de todas las especies y Psyduck aprenderá el movimiento Amnesia.

#### Kids Club
Aquí se pueden jugar con amigos nueve minijuegos. Son:
- “Salpicadura de Magikarp”: el que salte y le de más veces al pulsador, gana.
- “Clefairy dice...”: el que ponga el orden correcto de pasos hasta que no quede nadie o tenga más medidor gana.
- “¡Corre, Rattata, corre!”: carrera saltando obstáculos, el primero que llegue a la meta gana.
- Guerra de ronquidos, de Drowzee: debes lanzar Hipnosis a un péndulo cuando esté en el centro para evitar quedarse dormido. El último que quede sin estarlo, gana.
- “Dinamo de trueno” de Pikachu y Voltorb: debes llenar un generador eléctrico presionando A o B según el color del generador con el del botón, el primero en llenarlo gana.
- “¡A por el sushi!” de Lickitung: debes comer una serie de platos con distinto valor que les dan puntos (dinero), el que coma los platos más caros y con más combo, ganará el juego. Para hacer combos, solamente hay que comer el mismo plato varias veces seguidas, hasta que comas 5 (×5) y no puedas multiplicar más el valor de este.
- “Anillos de Ekans”: se debe apuntar y lanzar unos Ekans hacia los Diglett para ganar puntos. Si aparece un Diglett dorado y lo capturas, te bonificará con 3 puntos. El que consiga más puntos gana el juego.
- “Duro como una roca” de Metapod y Kakuna: debes usar Fortaleza para protegerte de las rocas que te lanzan.

OJO: no abuses del endurecimiento, úsalo justo en el momento porque éste puede bajar tu medidor de salud cuanto más tiempo tengas presionado el botón. Gana el último que consiga sobrevivir.
- ¡Cava! ¡Cava! ¡Cava! de Sandshrew: unos Sandshrew deben excavar presionando L y R simultáneamente para encontrar un géiser, el primero que lo haga, ganará el juego.

Si consigues cinco rondas de ¿Quién es el mejor? en nivel difícil con 1 jugador podrás desbloquear el modo Híper, en el que los minijuegos serán aún más difíciles.

### ¡Lucha Ahora!
En este modo se comienza directamente con una Batalla Pokémon entre el jugador y la consola o entre dos jugadores diferentes. Los Pokémon a manejar son dados aleatoriamente por la consola y elegir tres de los seis recibidos.

### Evento Batalla
En este modo podrán utilizar dos jugadores los equipos Pokémon de sus cartuchos de Game Boy entrenados por sí mismos, demostrando cada uno cuál es el mejor equipo Pokémon.

### Opciones
En este apartado se podrán cambiar las opciones del juego, pudiendo cambiar el sonido de Mono a Estéreo, poder poner o quitar la voz del comentarista en las batallas o borrar los datos del juego (esta opción es bastante peligrosa, es preferible no hacerlo a menos de estar al 100% seguro).